# S&P グローバル・プラッツ
S&P グローバル・プラッツ (S&P Global Platts) は、エネルギー関連情報の主要な配信社。
1世紀以上に渡ってビジネス情報を配信しており、現在はS&P グローバル（旧・マグロウヒルファイナンシャル (McGraw Hill Financial) ）の子会社となっている。
主な配信は産業ニュースと各商品市場の価格指標であり、原油、石油製品、天然ガス、電気、原子力、石炭、石油化学、金属などの価格を発表している。
アジアの原油市場では同社発表のドバイ原油およびオマーン原油の価格が指標とされている。

## 歴史
- 1909年 - ワレン・プラットが月刊情報誌「National Petroleum News」を独立石油業者向けに発行。
- 1923年 - 設立。
- 2016年 - マグロウヒルファイナンシャルの社名変更に伴い、現社名に変更[2]。